# Telagrion macilentum
Telagrion macilentum är en trollsländeart som först beskrevs av Jules Pièrre Rambur 1842.  Telagrion macilentum ingår i släktet Telagrion och familjen dammflicksländor. Inga underarter finns listade i Catalogue of Life.